# Издатель Сапронов
«Издатель Сапронов» — одно из самых успешных и известных частных издательств России. Достижения издательства неоднократно отмечались наградами престижных книжных выставок.
Продукция под маркой «Издатель Сапронов» начала выпускаться с 1999 года. За годы существования издательства им было выпущено более 100 наименований литературных произведений таких авторов, как Виктор Астафьев, Валентин Распутин, Лев Аннинский, Леонид Бородин, Василь Быков, Евгений Носов, Валентин Курбатов, Дмитрий Сергеев. Характерная черта книжной продукции издательства — высокое качество художественного и полиграфического исполнения, что позволяло выпускать качественные подарочные издания. Оформление книг иркутским художником Сергеем Элояном неоднократно отмечалось дипломами Российской ассоциации книгоиздателей, престижных национальных конкурсов. Среди подарочных изданий были: «Царь-рыба» Виктора Астафьева, четырёхтомник Валентина Распутина и его «Прощание с Матёрой», «Земля у Байкала», «Сибирь, Сибирь…», а также письма дирижёра Евгения Колобова — «Маэстро Евгений Колобов». Издательство выпустило также альбомы Юрия Селивёрстова и Сергея Элояна. С диском классической музыки была издана книга «Созвучие». 
Редактором издательства была Агнесса Фёдоровна Гремицкая; основателем и владельцем Геннадий Константинович Сапронов (1952—2009). В интервью одной из иркутских газет Г. Сапронов сказал:

Стремлюсь создать книгу, которую сам хочу купить и поставить на полку, даже если бы не я был её издателем. Я работаю в своё удовольствие, издаю тех авторов, которые мне интересны не потому что я такой привередливый, просто хочу делать то, что нравится, то, что возбуждает творческий азарт. Моё издательство – это мои книжки, мой круг авторов: В.Астафьев, В.Распутин, В. Курбатов, Л.Аннинский, Е.Носов и другие. Моя команда, мой взгляд на вещи, мой вкус. Здесь всё штучно и, поверьте, не так уж легко и просто— Иркутская библиотека получила имя издателя Геннадия Сапронова
Издательство регулярно принимало участие в выставках «Нон-фикшн».
Вклад, который внёс основатель издательства Г. К. Сапронов в развитие книжного дела России получил должную оценку в 2014 году на районном уровне:

«…10 октября в истории отечественной культуры произошло уникальное событие. Впервые в России библиотеке было присвоено имя издателя: в Иркутске появилась библиотека № 4 им. Геннадия Сапронова.»
— Иркутская библиотека получила имя издателя Геннадия Сапронова

## Комментарии
1. ↑  Издание «Царь-рыбы» в 2004 году на конкурсе «Лучшие книги года» получило диплом лауреата за высокохудожественное издание; на Всероссийском конкурсе «Лучшая книга года»-2007 «Сибирь, Сибирь…» победила в  номинации «Издание, ставшее событием года»; юбилейное (к 70-летию автора) издание в четырёх томах произведений В. Г. Распутина завоевало диплом первой степени «Лучшие книги года»-2008 и в этом же году Всероссийскую литературную премию «Александр Невский» — за сохранение самобытной русской литературы конца XXI века.
2. ↑  Родился 10 мая 1952 года в городе Черемхово Иркутской области. После окончания факультета журналистики Иркутского государственного университета (1976) Г. К. Сапронов работал секретарём Кировского райкома комсомола Иркутска. Был заместителем (1979—1985), потом редактором газеты «Советская молодежь», собственным корреспондентом «Комсомольской правды» (1985—1991) по Восточной Сибири и Монголии, редактировал единственную в Сибири литературную газету «Зеленая лампа» (начало 1990-х гг.). Им были написаны две книги: «Степень вины» и «Диалоги о Сибири». В 1991 году Сапронов начал издательскую деятельность — см. Басинский П., Мильман З. Что будет с иркутским издательством Геннадия Сапронова? Архивная копия от 4 марта 2016 на Wayback Machine // «Российская газета» — Неделя № 4959 (135). — 23 июля 2009 и статью Сапронов, Геннадий Константинович Архивная копия от 2 октября 2016 на Wayback Machine в Иркипедии.
Первым его издательским опытом был выпуск в свет военных повестей Виктора Астафьева. Финансирование издательства осуществлялось Сапроновым за счёт предпринимательской деятельности. — см. Курбатов В. Издатель жизни Архивная копия от 7 марта 2016 на Wayback Machine // Труд. — № 043. — 11 июня 2015.
Скоропостижно скончался 14 июля 2009 года.